# Kremenets (huyện)
Huyện Kremenets (tiếng Ukraina: Кременецький район, chuyển tự: Kremenetss'kyi raion) là một huyện của tỉnh Ternopil thuộc Ukraina. Huyện Kremenets có diện tích 918 kilômét vuông, dân số theo điều tra dân số ngày 5 tháng 12 năm 2001 là 73441 người với mật độ 80 người/km2. Trung tâm huyện nằm ở Kremenets.